# SN 1998bn
SN 1998bn – supernowa typu Ia odkryta 17 kwietnia 1998 roku w galaktyce NGC 4462. W momencie odkrycia miała maksymalną jasność 17,40m.